# Brass Shout
Brass Shout è un album di Art Farmer, pubblicato dalla United Artists Records nel 1959. I brani furono registrati il 14 maggio 1959 al Nola's Penthouse Sound Studios di New York (Stati Uniti) .

## Tracce
Lato A
1. Nica's Dream – 5:55 (Horace Silver)
2. Autumn Leaves – 5:08 (Jacques Prévert, Joseph Kosma, Johnny Mercer)
3. Moanin' – 5:47 (Bob Timmons)

Lato B
1. April in Paris – 4:00 (E.Y. Yip Harburg)
2. Five Spot After Dark – 4:52 (Benny Golson)
3. Stella by Starlight – 3:50 (Ned Washington, Victor Young)
4. Minor Vamp – 3:54 (Benny Golson)

## Musicisti
Brani A1, A2 e B3
- Art Farmer - tromba
- Lee Morgan - tromba
- Ernie Royal - tromba
- Wayne Andre - trombone
- Jimmy Cleveland - trombone
- Curtis Fuller - trombone
- Julius Watkins - corno francese
- Don Butterfield - tuba
- Percy Heath - contrabbasso
- Elvin Jones - batteria
- Benny Golson - arrangiamenti

Brano A3
- Art Farmer - tromba
- Lee Morgan - tromba
- Ernie Royal - tromba
- James Haughton - corno baritono
- Jimmy Cleveland - trombone
- Curtis Fuller - trombone
- Julius Watkins - corno francese
- Don Butterfield - tuba
- Bobby Timmons - pianoforte
- Percy Heath - contrabbasso
- Philly Joe Jones - batteria
- Benny Golson - arrangiamenti

Brano B1
- Art Farmer - tromba
- Lee Morgan - tromba
- Ernie Royal - tromba
- James Haughton - corno baritono
- Wayne Andre - trombone
- Bob Northern - corno francese
- Don Butterfield - tuba
- Percy Heath - contrabbasso
- Philly Joe Jones - batteria
- Benny Golson - arrangiamenti

Brani B2 e B4
- Art Farmer - tromba
- Lee Morgan - tromba
- Ernie Royal - tromba
- James Haughton - corno baritono
- Jimmy Cleveland - trombone
- Curtis Fuller - trombone
- Julius Watkins - corno francese
- Don Butterfield - tuba
- Percy Heath - contrabbasso
- Philly Joe Jones - batteria
- Benny Golson - arrangiamenti